# Блок Литвина (2007)

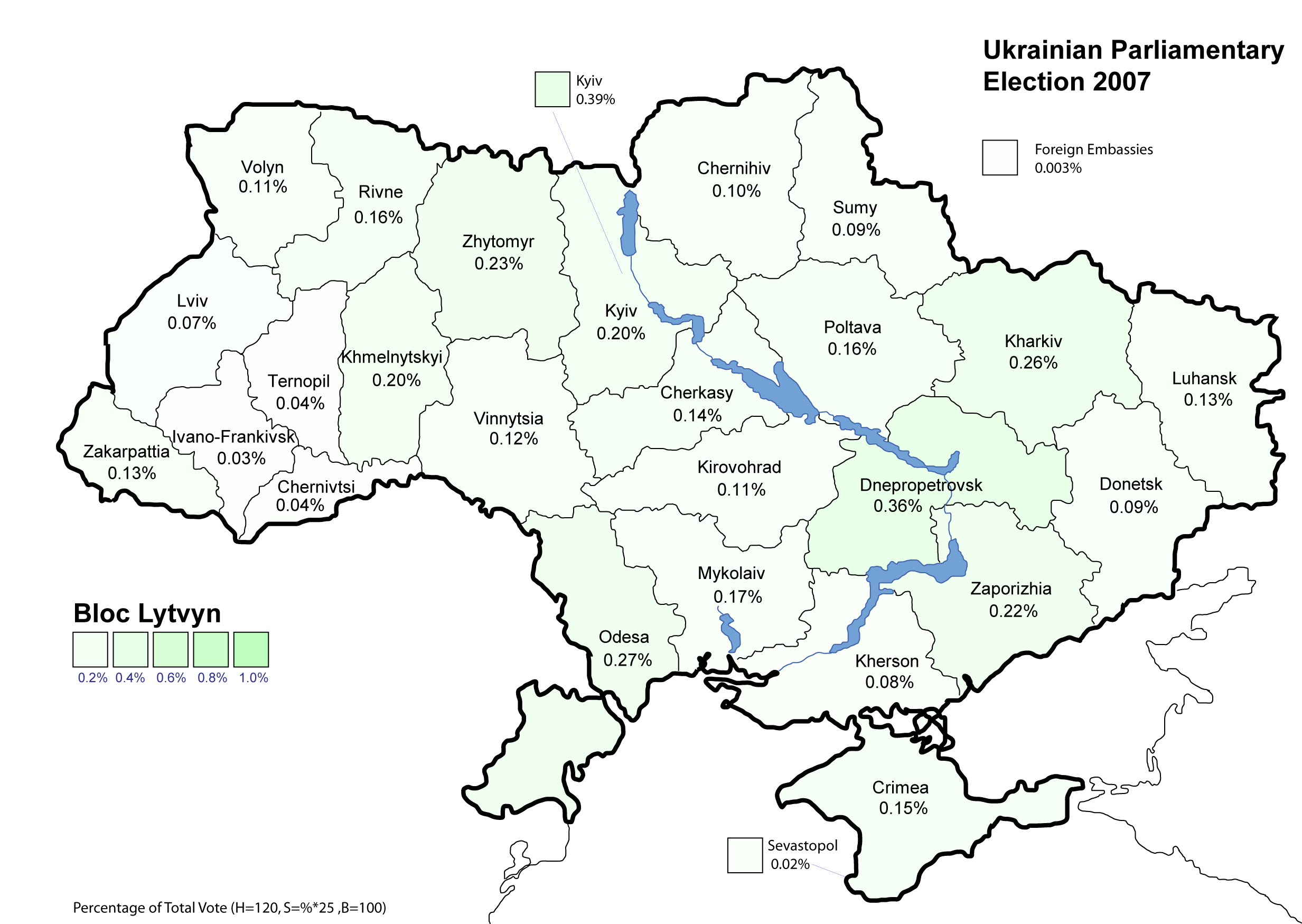
Рейтинги блоку на парламентських виборах 2007 р.

Блок Литвина — політичний альянс, створений для участі в українських дострокових парламентських виборах 2007 року. Очолив альянс Володимир Литвин.
Цей блок дещо відрізнявся від Народного блоку Литвина 2006 року за своїм складом. До новоутвореного блоку ввійшли лише дві політичні партії:
- Народна партія
- Трудова партія України

Перша п'ятірка мала такий вигляд:
- Литвин Володимир Михайлович
- Гриневецький Сергій Рафаїлович
- Деркач Микола Іванович
- Гаркуша Олексій Миколайович
- Пилипишин Віктор Петрович

## Діяльність
27 квітня 2010 року всім складом голосував за ратифікацію угоди Януковича — Медведєва, тобто за продовження перебування ЧФ Росії на території України до 2042 р.